# Confrérie des Chevaliers du Tastevin
La Confrérie des Chevaliers du Tastevin és una confraria bàquica fundada el 1934 pels vinicultors de la Borgonya i és dedicada a la promoció de llurs vins.
Els confrares es reuneixen (i molt sovint hi mengen) al castell del Clos de Vougeot.
Els vins que han estat seleccionats pel Comitè de Tast de la susdita confraria poden exhibir una etiqueta acreditativa de la distinció.